# Alexandre Lacassagne
Pour les articles homonymes, voir Lacassagne.
Alexandre Lacassagne, né à Cahors le 17 août 1843 et mort à Lyon le 24 septembre 1924, est un médecin français (médecin légiste et médecin expert auprès des tribunaux). Professeur à la Faculté de médecine de Lyon, il contribua à préciser la déontologie médicale et est l'un des fondateurs de l'anthropologie criminelle, dans la lignée de l'école italienne de criminologie de Cesare Lombroso, dont il tentera plus tard de se distinguer.
En hommage à son apport, le conseil municipal de Lyon, en 1925, rebaptise en son honneur le « Chemin des Pins » Avenue Lacassagne, dans le 3e arrondissement. La 28e promotion de commissaires de police issue de l'École nationale supérieure de la police, entrée en fonction en 1978, porte également son nom. La promotion 1999 de l'École du service de santé des armées de Lyon-Bron porte son nom. La promotion 2017 de la Faculté de médecine Lyon-Est de l'Université Claude Bernard Lyon 1 porte son nom.

## Biographie
Alexandre Lacassagne naît dans le Quercy, d'un père directeur de l'hôtel Impérial à Cahors et d'une mère qu'il vénère et qui lui donne deux frères.
Il étudie la médecine en intégrant en 1864 la huitième promotion de l'école impériale du service de santé militaire de Strasbourg, où figure le futur prix Nobel Alphonse Laveran. Dès lors, sa carrière se partage entre la fonction de médecin militaire et de professeur à l'université. Il a notamment comme élève et assistant Edmond Locard. Il devient répétiteur à l'hôpital d'instruction des armées du Val-de-Grâce en 1872 et y obtient la chaire d'hygiène et de médecine légale en 1874, puis occupe celle de la Faculté de Lyon en 1878, jusqu'à sa retraite en 1913.
Le 2 juin 1896, il est élu membre à la section science de l'Académie des Sciences, Belles-Lettres et Arts de Lyon. Il fonde en 1914 le Musée d'Histoire de la médecine et de la pharmacie. Il est le cofondateur avec Gabriel Tarde de la première revue française de criminologie en 1895 : Les Archives d'anthropologie criminelle, de criminologie, psychologie normale et pathologique.
Il épouse la fille du professeur Joseph Rollet en 1882, avec qui il aura trois enfants.
En 1924, il est renversé par une automobile sur la voie publique et meurt quelques mois plus tard des suites de cet accident. Son autopsie, qu'il avait souhaitée, révèle un hématome intracrânien post-traumatique. Alexandre Lacassagne est enterré à Beynost.

## Son œuvre

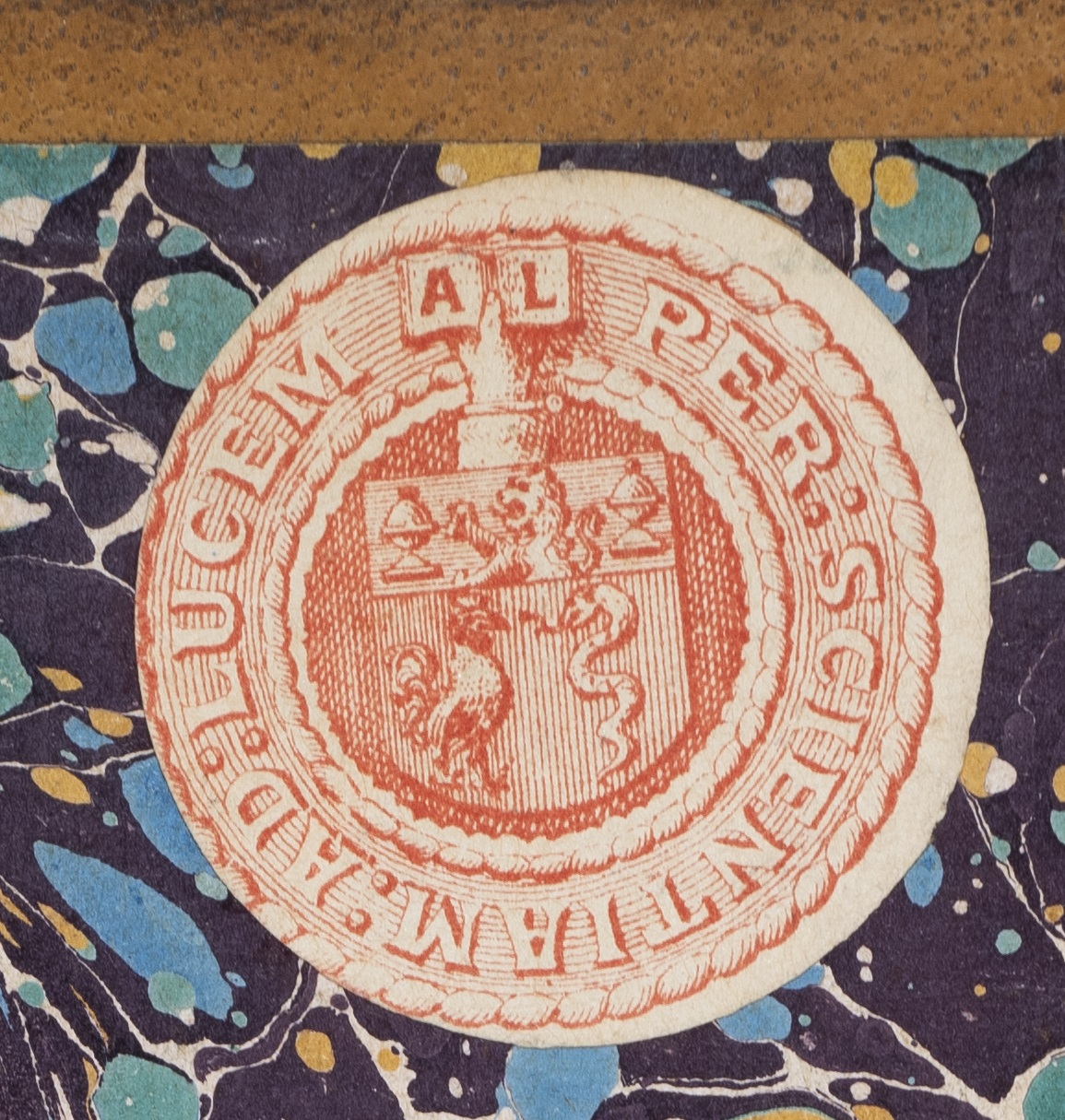
Ex libris d'Alexandre lacassagne.

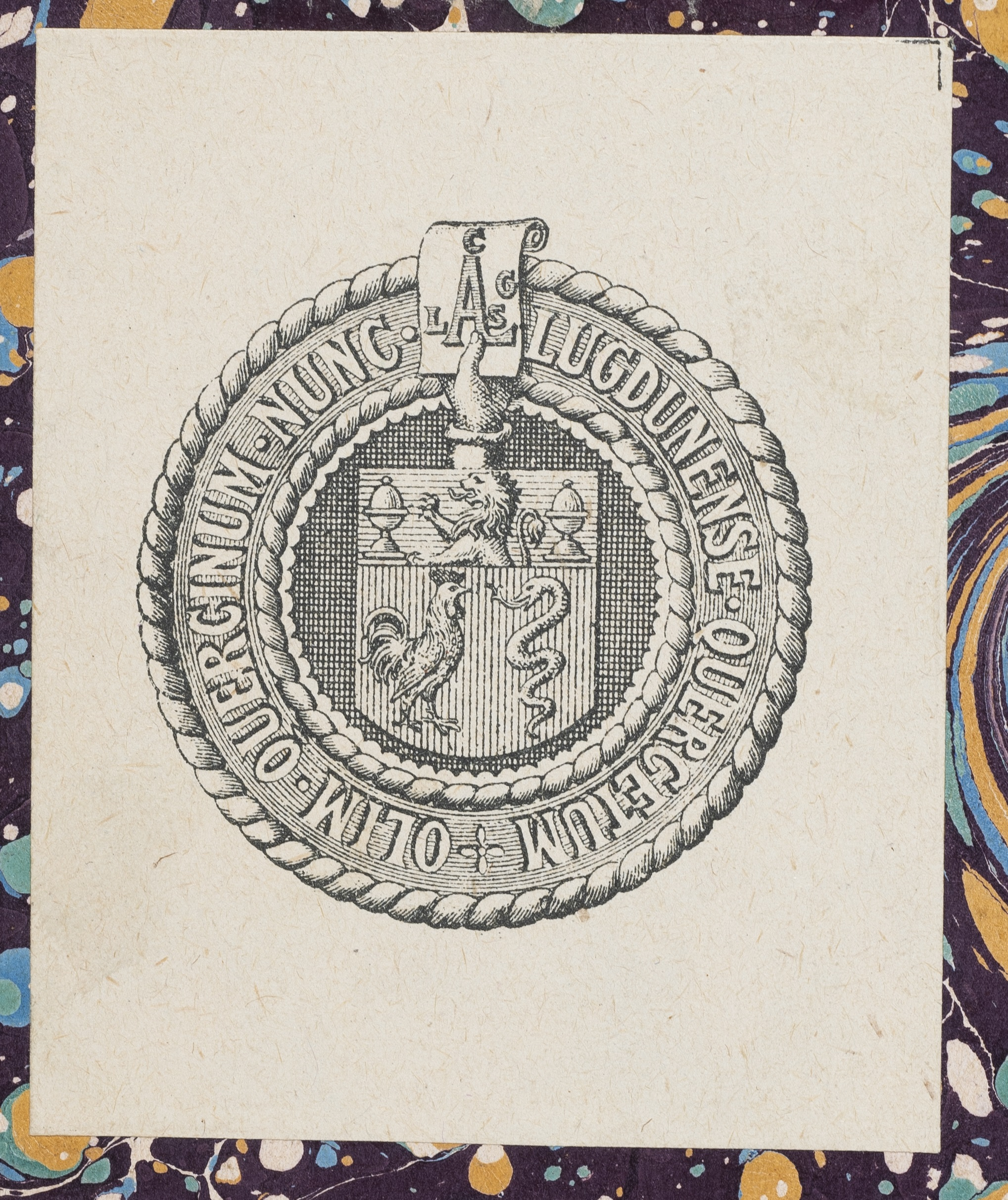
Ex libris d'Alexandre lacassagne, autre version.

Les fulgurants progrès de la médecine et de la chirurgie dans la seconde moitié du XIXe siècle, auxquels avaient contribué des Lyonnais comme Claude Bernard, Ollier, Mathieu Jaboulay et Antonin Poncet, rendent nécessaire une définition plus précise de la déontologie médicale. Ce à quoi s'employa Alexandre Lacassagne, professeur de médecine légale à la faculté de Lyon.
Mais il est surtout connu comme fondateur de l'anthropologie criminelle et d'une école de criminologie, dite « école lyonnaise », qui rejette les explications trop simplistes et exclusives, avancées par l'école italienne de criminologie en général et de Cesare Lombroso. Ces derniers mettent l'atavisme au premier rang des explications du phénomène criminel. Lacassagne soutient qu'il y a « implication mutuelle entre l'individu qui commet l'acte délictuel et la société qui en pâtit. » Certes, disait Lacassagne, le criminel est un « microbe » qu'il faut éliminer, mais ce criminel « n'a d'importance que le jour où il trouve le bouillon qui le fait fermenter ». Il est marqué par sa formation militaire et la guerre franco-prussienne, ainsi que par la chute de l'Empire et les débuts de la période coloniale et républicaine de la Belle Époque. Ses écrits, comme sa bibliothèque, révèlent un intérêt très marqué pour l'altérité, celle des assassins et criminels, des fous, des femmes et des « invertis », ou encore des peuples dits « primitifs », dans un monde axé sur le progrès, la conquête et la classification, au service de laquelle il met l'anthropométrie, qui fondera de nombreux discours sociopolitiques ou racistes d'exclusion de certaines catégories de populations (l'autre).
Spécialiste de la toxicologie, de la putréfaction morbide, de l'étude des tatouages, des masques mortuaires, de l'argot, il est un obsessionnel de la classification par le pourquoi et le comment. « Qu'est-ce qu'un criminel ? », autrement dit : peut-on le caractériser scientifiquement, le distinguer dans la population et l'identifier, pour mieux prévenir ou réprimer ? En effet, Lacassagne n'est pas confiné dans son laboratoire : il investit l'espace de la ville, fréquente la morgue, la prison, la faculté ou le palais de justice, intervient dans la vie-même de la cité : il prend la parole en tant qu'expert, témoin, enseignant, conférencier ou organisateur d'expositions. Médecin judiciaire, il introduit les prémices de la police scientifique grâce à l'étude des stries de la balle car celle-ci peut être associée à l’arme correspondante. Pour la première fois dans la police scientifique, la balistique aide à résoudre une scène de crime du 22 février 1888, après avoir tiré une balle avec le revolver d'un suspect. Il publie en 1889 un article intitulé « La déformation des balles de revolver » dans le Volume 4 des Archives de l'Anthropologie Criminelle.
Son expertise aide à la résolution d'affaires marquantes : en 1889 la malle sanglante de Millery, en 1894 l'autopsie du président assassiné Sadi Carnot, en 1898 sa participation en qualité d'expert au procès du tueur en série Joseph Vacher, en 1913 l'identification de son collègue Mathieu Jaboulay décédé lors d'une catastrophe ferroviaire.

## Citations
« Les sociétés ont les criminels qu'elles méritent. »

## Décorations
- Officier de la Légion d'honneur[13].

## Œuvres d'Alexandre Lacassagne
Ouvrages classés par ordre chronologique de publication.
- Effets psychologiques du chloroforme (thèse de doctorat), Strasbourg, 1867.
- De la putridité morbide et de la septicémie : histoire des théories anciennes et modernes (thèse d'agrégation), Paris, A. Delahaye, 1872, 139 p. (lire en ligne).
- Précis d'hygiène privée et sociale, Paris, G. Masson, 1876, 560 p. (lire en ligne).
- Précis de médecine judiciaire, Paris, G. Masson, 1878, 576 p. (lire en ligne).
- Les Tatouages : étude anthropologique et médico-légale, Paris, J.-B. Baillière et fils, 1881, 115 p. (lire en ligne).
- Rapport de la taille et de la grande envergure : étude anthropologique sur 800 hommes criminels, 1882[14].
- Les Archives de l'anthropologie criminelle, 1886-1914 (Collection complète en ligne).
- Les Actes de l'état civil : étude médico-légale de la naissance, du mariage, de la mort, Lyon, A. Storck, coll. « Bibliothèque scientifique de l'avocat et du magistrat », 1887, 223 p. (lire en ligne).
- Les Habitués des prisons de Paris : étude d'anthropologie et de psychologie criminelles, Lyon, A. Storck, coll. « Bibliothèque de criminologie », 1890, 616 p. (lire en ligne).
- Les Établissements insalubres de l'arrondissement de Lyon : comptes-rendus des travaux du conseil d'hygiène publique et de salubrité du département du Rhône, Lyon, Paris, A. Storck, G. Masson, 1891, 639 p. (lire en ligne).
- Le Vade-mecum du médecin-expert : guide médical ou aide-mémoire de l'expert, du juge d'instruction, des officiers de police judiciaire, de l'avocat, Lyon, A. Storck, 1892, 271 p. (lire en ligne).
- L'Assassinat du président Carnot, Lyon, A. Storck, 1894, 111 p. (lire en ligne).
- De la responsabilité médicale, Lyon, A.-H. Storck, 1898, 23 p. (lire en ligne).
- Vacher l'éventreur et les crimes sadiques, Lyon, Paris, A. Storck, Masson, 1899, 314 p. (lire en ligne).
- Précis de médecine légale, Paris, Masson, coll. « Collection de précis médicaux », 1906, 891 p. (lire en ligne).
- Peine de mort et criminalité : l'accroissement de la criminalité et l'application de la peine capitale, Paris, A. Maloine, coll. « Bibliothèque de criminologie », 1908, 184 p. (lire en ligne).
- La Mort de Jean-Jacques Rousseau, Lyon, Impr. de A. Rey, 1913, 57 p. — Communication faite à l'Académie des sciences, belles-lettres et arts de Lyon, dans les séances des 2 juillet et 12 novembre 1912.
- La Verte Vieillesse, Lyon, Impr. de A. Rey, 1920, 387 p. (lire en ligne).

## Les élèves d'Alexandre Lacassagne
Parmi eux, citons :
- Edmond Locard ;
- Jos Jullien.